# Harpendyreus
Harpendyreus is een geslacht van vlinders van de familie van de Lycaenidae. De soorten van dit geslacht komen alleen in tropisch Afrika voor.

## Soorten
- H. aequatorialis (Sharpe, 1892)
- H. argenteostriatus Stempffer, 1961
- H. berger Stempffer, 1976
- H. boma (Bethune-Baker, 1926)
- H. hazelae Stempffer, 1973
- H. juno (Butler, 1897)
- H. kisaba (Joicey & Talbot, 1921)
- H. major (Joicey & Talbot, 1924)
- H. marlieri Stempffer, 1961
- H. marungensis (Joicey & Talbot, 1924)
- H. meruana (Aurivillius, 1910)
- H. noquasa (Trimen, 1887)
- H. notoba (Trimen, 1868)
- H. reginaldi Heron, 1909
- H. tsomo (Trimen, 1868)